# Camma

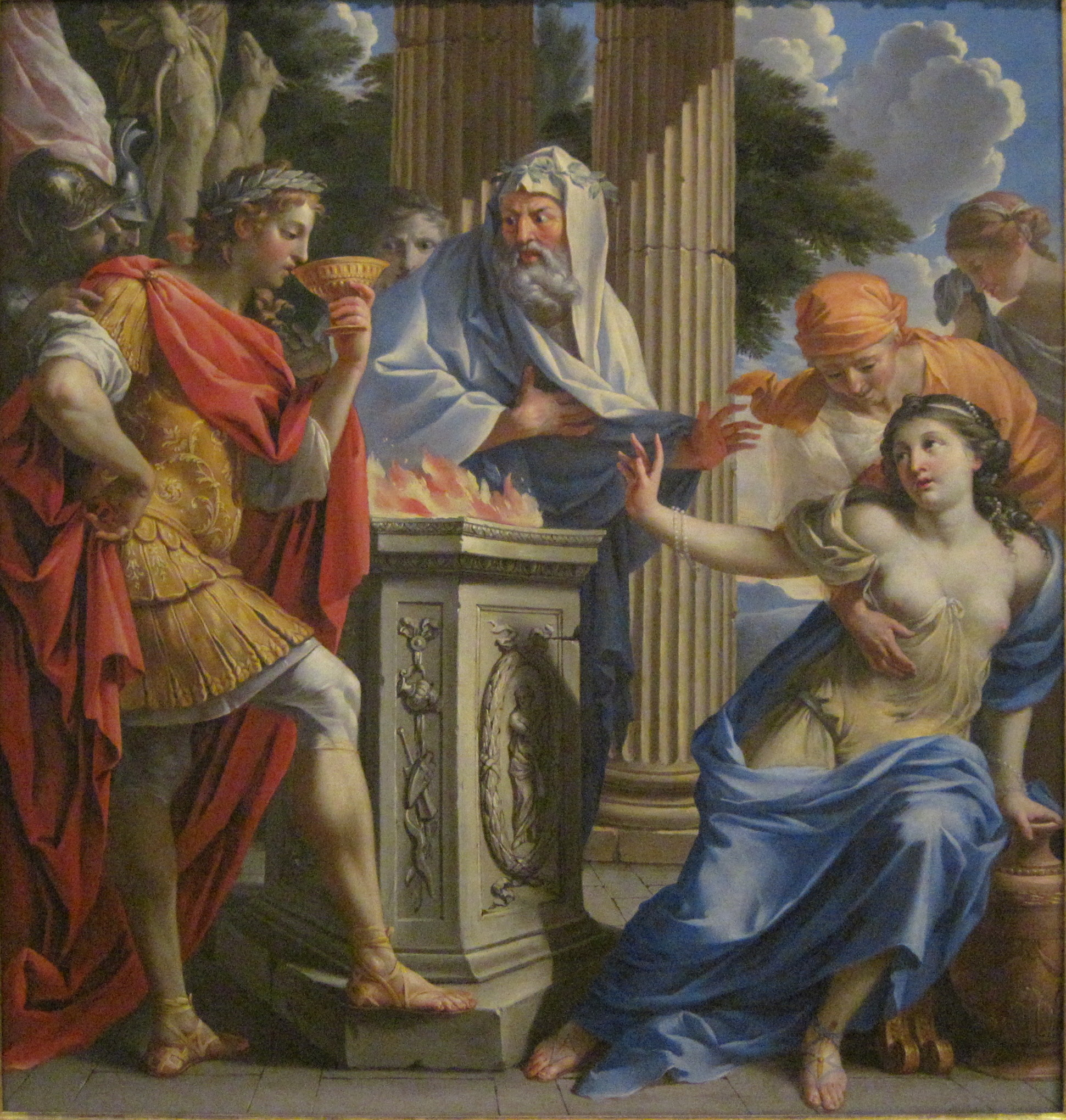
L'empoisonnement de Camma et Synorix au temple de Diane (Charles Poerson, XVIIe siècle).

Camma est une femme galate d'une grande beauté. Elle s'est empoisonnée et a empoisonné en même temps le meurtrier de son époux.

## Biographie
Son histoire, racontée par Plutarque (Vertus de Femmes et  De l'amour) et Polyen (Stratagèmes, VIII, 39), a fait l'objet d'adaptation théâtrale, notamment par Thomas Corneille. Elle avait épousé le tétrarque Sinatos. Sinorix, prince de Galatie fait périr Sinatos par trahison pour épouser Camma, dont il était épris. Camma feignit de se rendre à ses désirs et le conduisit dans le temple de Diane comme pour célébrer leur union : là, elle partagea avec lui une coupe qu'elle avait empoisonnée. Elle expira aussitôt au pied de l'autel.